# Neulengbach
Neulengbach är en stadskommun i Österrike. Den ligger i distriktet Sankt Pölten-Land i förbundslandet Niederösterreich, 35 kilometer väster om huvudstaden Wien. Kommunen har 8 661 invånare (2024).
Kommunen består av 25 orter (Ortschaften) (inom parentes invånarantal 1 januari 2024):

- Almersberg (97)
- Alt-Anzing (14)
- Berging (16)
- Emmersdorf (145)
- Inprugg (177)
- Langenberg (16)
- Ludmerfeld (69)
- Markersdorf (249)
- Matzelsdorf (68)
- Mosletzberg (15)
- Neulengbach (3 849)
- Obereichen (8)
- Oberndorf (37)
- Ollersbach (721)
- Raipoltenbach (305)
- Schwertfegen (6)
- Schönfeld (507)
- St. Christophen (486)
- Tausendblum (1 378)
- Theißl (11)
- Umsee (63)
- Unterdambach (260)
- Unterwolfsbach (103)
- Weiding (37)
- Wolfersdorf (24)